# Vietnam in HD
 (juillet 2018).
Si vous disposez d'ouvrages ou d'articles de référence ou si vous connaissez des sites web de qualité traitant du thème abordé ici, merci de compléter l'article en donnant les références utiles à sa vérifiabilité et en les liant à la section « Notes et références ».
Vietnam in HD est une minisérie américaine en six parties de la chaîne de télévision A&E Television Networks de l'année 2011 avec quelques extraits de films de la guerre du Viêt Nam. La série a été diffusée pour la première fois le 8 novembre 2011 sur l'historique des expéditeurs. Des mêmes producteurs que la Seconde Guerre mondiale en HD, le programme se concentre sur les expériences de première main de treize Américains pendant cette guerre. Ils racontent leur histoire au Viêt Nam jumelé avec des images trouvées sur le champ de bataille.
La série est racontée par Michael C. Hall. Le slogan de la série est « Ce n'est pas la guerre que nous connaissons, c'est la guerre qu'ils ont menée ».

## Épisodes
| Épisode | Titre              | Date de diffusion |
| ------- | ------------------ | ----------------- |
| 1       | The Beginning      | 8. Novembre 2011  |
| 2       | Search and Destroy | 8. Novembre 2011  |
| 3       | The Tet Offensive  | 9. Novembre 2011  |
| 4       | An Endless War     | 9. Novembre 2011  |
| 5       | Changing War       | 10. Novembre 2011 |
| 6       | Peace with Honor   | 10. Novembre 2011 |